# Муравйов Євген Федорович
Євген Федорович Муравйов (16 червня 1929, село Поньгома, тепер Кемського району Карелії, Російська Федерація — 20 лютого 1998, місто Москва, Російська Федерація) — радянський державний діяч, 1-й секретар Куйбишевського обласного комітету КПРС, голова Куйбишевського облвиконкому. Член ЦК КПРС у 1981—1989 роках. Депутат Верховної Ради СРСР 10—11-го скликань.

## Життєпис
Народився в родині залізничника. Родина часто переїжджала, з 1931 року проживали в місті Мурманську. У 1941—1944 роках жили в селі Шуєрецьке Кемського району, а з 1944 року — в місті Петрозаводську Карело-Фінської РСР.
У 1947 році Євген Муравйов закінчив середню школу в місті Петрозаводську.
У 1947—1952 роках — студент фізико-математичного факультету Карело-Фінського державного університету в Петрозаводську.
Член ВКП(б) з травня 1952 року.
У 1952—1955 роках — інженер-конструктор, старший інженер, начальник відділу зовнішньої кооперації, у вересні 1955 — грудні 1959 року — секретар партійного комітету Сизранського гідротурбінного заводу Куйбишевської області.
У грудні 1959 — жовтні 1961 року — директор споруджуваного Сизранського заводу пластмас Куйбишевської області.
У жовтні — грудні 1961 року — головний інженер, у грудні 1961 — листопаді 1962 року — директор Сизранського заводу важкого машинобудування Куйбишевської області.
У листопаді 1962 — березні 1976 року — 1-й секретар Сизранського міського комітету КПРС Куйбишевської області.
11 лютого 1976 — квітень 1979 року — голова виконавчого комітету Куйбишевської обласної ради депутатів трудящих.
25 квітня 1979 — 30 липня 1988 року — 1-й секретар Куйбишевського обласного комітету КПРС.
З липня 1988 року — персональний пенсіонер союзного значення в Москві.
Помер 20 лютого 1998 року в Москві. Похований на Троєкуровському цвинтарі Москви.

## Нагороди і звання
- орден Жовтневої Революції (1971)
- два ордени Трудового Червоного Прапора
- орден «Знак Пошани»
- медаль «За доблесну працю. В ознаменування 100-річчя з дня народження Володимира Ілліча Леніна» (1970)
- медалі